# Technische Universität Vaal
Die Technische Universität Vaal (englisch Vaal University of Technology), kurz VUT, ist eine technische Universität in Vanderbijlpark in der südafrikanischen Provinz Gauteng. Die VUT wurde 1966 als College of Advanced Technical Education gegründet und begann den Studienbetrieb mit 189 Studierenden und 15 Lehrenden. 1979 wurde sie umbenannt in Vaal Triangle Technikon, zu der Zeit waren etwa 3.000 Studierende immatrikuliert und 137 Dozenten beschäftigt. Seit 2004 trägt sie ihren aktuellen Namen. Benannt ist sie nach dem Fluss Vaal.

## Organisation
Die MUT wird von einer Vizekanzlerin und Prinzipalin geleitet, zum Management gehören im Weiteren drei stellvertretende Vizekanzler. Der Kanzler hat repräsentative und symbolische Aufgaben. Die Leitung ist dem Universitätsrat verantwortlich.
Die Universität besteht aus vier Fakultäten, die sich auf vier Campusbereichen befinden:
- Fakultät für Angewandte Wissenschaft und Informatik
- Fakultät für Verwaltungswissenschaften
- Fakultät für Ingenieurwissenschaften und Technologie
- Fakultät für Geisteswissenschaften.